# هاروی بال
هاروی راس بال (انگلیسی: Harvey Ross Ball; زاده ۱۰ ژوئیهٔ ۱۹۲۱ – ۱۲ آوریل ۲۰۰۱) هنرمند تجاری و کارآفرین اهل ایالات متحده آمریکا بود. او به عنوان اولین طراح اسمایلی به رسمیت شناخته شده‌است، که یک نماد بین‌المللی پایدار و برجسته است. او در ووستر، ماساچوست به‌دنیا آمد و در همان‌جا بزرگ شد. او هم‌زمان با تحصیل در دبیرستان، به یک نقاش برجسته محلی مبدل شد.
در جنگ جهانی دوم، نشان ستاره برنزی به او اهداء شده‌است.
به طور خلاصه،ادغام یک شرکت بیمه، منجر به افت روحیه کارکنان آن شرکت شد. در تلاش برای حل این وضعیت، بال در ۱۹۶۳ میلادی به عنوان یک هنرمند آزاد استخدام شد تا تصویری برای بالا بردن روحیه کارکنان شرکت، خلق کند. در کمتر از ده دقیقه، آنچه او ایجاد کرد صورتک خندانی بود که یک چشمش بزرگتر از دیگری بود. او برای خلق صورتک خندان، ۴۵ دلار دریافت کرد.

## اوایل زندگی
بال در ووستر، ماساچوست توسط والدینش ارنست جی بال و کریستین ("کیتی") راس بال به دنیا آمد و بزرگ شد.  بال پنج خواهر و برادر داشت، سه برادر کوچکتر به نام های مریت، ویرجینیا، و ریموند، و دو برادر بزرگتر به نام های جسی و ارنست جونیور  در دوران دانش آموزی در دبیرستان ورچستر جنوبی ، او تبدیل شد. شاگرد یک نقاش نشانه های محلی بود و بعداً به مدرسه موزه هنر ورسستر رفت و در آنجا هنرهای زیبا خواند.

## محبوبیت شکلک
عبارت "روزی شاد داشته باشید" با این شکلک همراه شد اگرچه بخشی از طرح اصلی بال نبود. برادران فیلادلفیایی برنارد و موری اسپانیا محصولاتی با این عبارت و لوگو را در اوایل دهه 1970 طراحی و به فروش رساندند. آنها این ترکیب را علامت تجاری کردند و بعداً عبارت را به " روز خوبی داشته باشید " تغییر دادند که خود به یک عبارت در استفاده روزمره در آمریکای شمالی تبدیل شده است .
این شکلک در سال 1972 به عنوان سیگنالی از یک خبر خوب در روزنامه France-Soir به فرانسه معرفی شد . فرانکلین لوفرانی فرانسوی از این تصویر استفاده کرد و حرکات سریعی برای علامت تجاری تصویر انجام داد. از سال 2013، این شرکت بیش از 100 میلیون دلار در سال درآمد  داشت و در دهه 1990 درگیر اختلاف حق چاپ با والمارت بر سر تصویر شد. 
بی بی سی در 4 فوریه 2012 یک مستند رادیویی به نام مردم لبخند را پخش کرد که داستان این شکلک را پوشش می داد. 

## ترویج
در 18 ژوئیه 1998، در حدود سی و پنجمین سالگرد شروع طراحی، بال در That's Entertainment ظاهر شد تا با طرفداران دیدار کند و پین های شکلک و هنری امضا کند. در این ظاهر به بال کپی هایی از رمان گرافیکی شماره 1 Watchmen نشان داده شد که تصویری بدنام از یک صورت خندان با پاشیدن خون روی آن نشان داده شد.  از مدیر فروشگاه کن کارسون نقل شده است که گفته است بال با دیدن آن روی جلد سرگرم شده است. 

## بنیاد جهانی لبخند
بال در سال 1999 بنیاد جهانی لبخند را تأسیس کرد، یک موسسه خیریه غیرانتفاعی که از اهداف کودکان حمایت می کند. این گروه مجوز Smileys را صادر می کند و روز جهانی لبخند را سازماندهی می کند که در اولین جمعه اکتبر هر سال برگزار می شود و روزی است که به "شادی خوب و کارهای خوب" اختصاص دارد. جمله مهم این روز این است: "یک عمل مهربانانه انجام دهید - به یک نفر کمک کنید لبخند بزند." 

## مرگ و میراث
بال در 12 آوریل 2001 در نتیجه نارسایی کبدی پس از یک بیماری کوتاه درگذشت. او 79 سال داشت. او همسر 54 ساله خود، وینیفرد ترودل، و چهار فرزند را پشت سر گذاشت. 
زمینی که متعلق به خانواده بال در خیابان گرانیت در ووستر بود، توسط شهر ووستر در ژوئن 2007 با کمک Mass Audubon و کمک مالی 500,000 دلاری از بخش خدمات حفاظتی اداره اجرایی امور زیست محیطی ایالتی خریداری شد. این ملک پناهگاه Broad Meadow Brook Mass Audubon را با دوچرخه در حال توسعه رودخانه Blackstone مرتبط می کند . اکنون به عنوان "منطقه حفاظت شده توپ هاروی" شناخته می شود و محل مناسبی برای "مسیر صورت لبخند" است.

## ویژگی های متمایز صورت خندان بال
صورتک هاروی بال را می توان با سه ویژگی متمایز تشخیص داد: چشمان بیضی شکل باریک (با یکی در سمت راست کمی بزرگتر از سمت چپ)، رنگ زرد آفتابی روشن، و دهانی که قوس کامل نیست. ادعا شده است که شبیه " دهان مونالیزا " است.  صورت دارای چین‌هایی در کناره‌های دهان است و دهان کمی خارج از مرکز (با سمت راست کمی بالاتر از سمت چپ) و سمت راست دهان کمی ضخیم‌تر از سمت چپ است.